# القشعة
القشعة كانت عاصمة مشيخة العلوي في جنوب اليمن تتبع ادارياً مديرية الأزارق بمحافظة الضالع وهي مدينة صغيرة متاخمة لشمال اليمن.
تأسست المدينة الشيخ صايل بن علوي الرباع في 1743، بعد أن غادر منزله في نجران (حالياً المملكة العربية السعودية) لتجنب المشاكل بين أسرته والعائلة المالكة حفظ الله من نجران، وأسرة زوجته، حميد الدين العائلة المالكة، بدأ بلده مشيخة العلوي في القشعة بغية إيجاد مكان أمن لعائلته والشعب. مشيخة العلوي ظلت حتى عام 1967.
كما توجد قبيلة القشعه في محافظة ابين مديرية مكيراس قرية الرباط وهم من اصول عوذليه من قبيلة الجوهري وكانت تتمركز منطقتهم قديماً في منطقة شرجان التابعه للمديريه ذاتها
ولكن لا توجد معلومات بارتباطهم بمنطقة القشعه التابعه لمحافظة لحج ام هي مجرد تشابه بالاسماء